# Klokslag

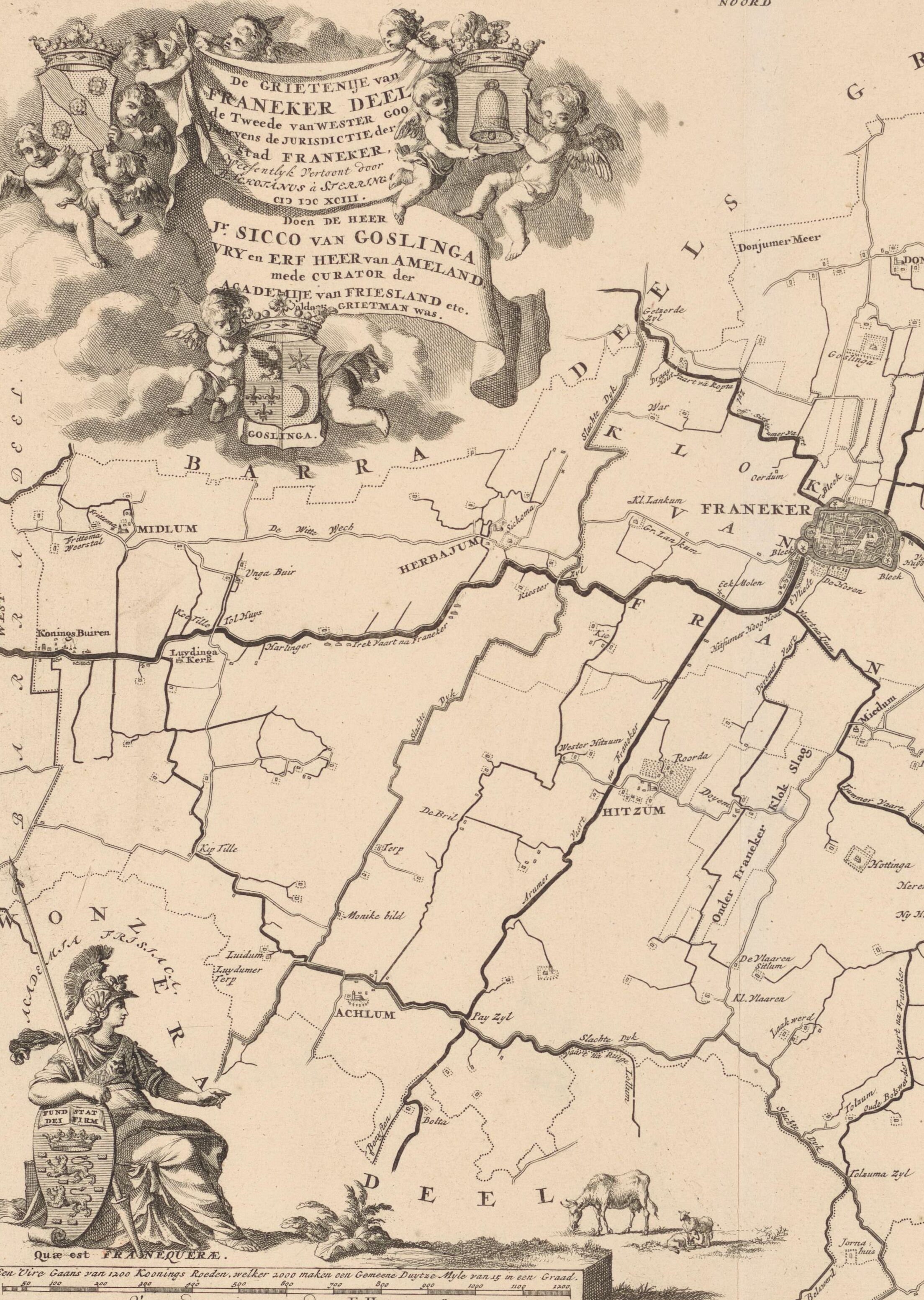
Uitsnede van een kaart uit 1718. Deze geeft de grietenij weer van Franeker (rechts); onder de stad een verticale strook met de aanduiding Onder Franeker Klok Slag

De klokslag of klokkenslag van een stad of dorp was het gebied dat reikte tot waar men de klok kon horen. Het begrip kent een scala aan verbonden betekenissen.
Dit specifieke luiden van de klok verplichtte de inwoners tot een reactie. De reactie kon, afhankelijk van de omstandigheden, inhouden dat men naar het centrale plein, gemeentehuis of stadhuis ging om belangrijke proclamaties te horen. of op eigen gelegenheid naar een dreiging zoals een dijkdoorbraak of een vijandelijke aanval ging. De term duidt niet alleen op het luiden, maar ook op het overeenkomstige rechtsgebied of ambtsgebied. In dat opzicht komt het overeen met kerspel. Ook de verplichting tot actie werd klokslag genoemd.
In en rond Nederland wordt de term klokslag gebruikt in Friesland, Oost-Friesland en de ‘Sassische gewesten’, de delen van Noord-Duitsland waar men Middelnederduits sprak, maar ook in het gebied van de grote rivieren. Daar werd het noodpeil van de rivier aangeduid als klokslag. In ruime zin was klokslag een crisiswoord, waarmee een noodgeval en de nodige reactie aangeduid konden worden.
In Goor waren in de middeleeuwen de borgmannen verplicht om onder de klokkenslag van de stad te wonen. Zo hadden zij voldoende tijd om te hulp te schieten als Goor werd aangevallen.